# The Moving Finger (film 1912)
The Moving Finger è un cortometraggio muto del 1912. Il nome del regista non viene riportato nei credit del film che aveva come interpreti Lily Branscombe, Frank Dayton, Harry Cashman.

## Trama
Nella sua miserabile stanza, una donna ricorda come si è ridotta in quelle condizioni: sposata a un uomo onesto ma povero, era rimasta presa dal fascino di uno straniero che l'aveva circuita con i suoi racconti di una vita diversa che lei avrebbe potuto vivere insieme a lui nella grande città. Il marito, tornato a casa, aveva trovato il suo biglietto di addio.
 All'inizio, la nuova vita era sembrata splendida e felice, ma una sera la donna aveva trovato dei guanti femminili nella tasca dell'amante. Gelosa, lo aveva aggredito ma la risposta di lui era stata quella di lasciarla. Sola e abbandonata, la donna aveva allora cercato il perdono del marito ma senza alcun successo.
Ora alla donna non resta che una vita vuota come quella di una candela che si spegne, lasciandola sola nell'oscurità.

## Produzione
Il film fu prodotto dalla Essanay Film Manufacturing Company.

## Distribuzione
Distribuito dalla General Film Company, il film - un cortometraggio di una bobina - uscì nelle sale cinematografiche statunitensi il 1º novembre 1912.